# PGP RTB
 ПГП-РТБ (серб. Продукција грамофонских плоча Радио-телевизије Београд) — одна з основних компаній звукозапису та мережа музичних магазинів у колишній Югославії. Була розташована у Белграді, у тодішній Соціалістичній Республіці Сербія. Компанія була створена як філія музичної продукції національного радіо і телебачення Белграда. Під час розпаду Югославії, компанія змінила назву на PGP-RTS (серб. Produkcija Gramofonskih Ploča Radio-Televizije Srbije).

## Історія
PGP-RTB була заснована у 1959 році як музичний продакшн-філіал національного радіо і телебачення Белграда.
Після розпаду Югославії, у 1993 році, компанія змінила назву на PGP-RTS (Produkcija Gramofonskih Ploča Radio-Televizije Srbije), яка є музичним продакшеном національного Радіо і телебачення Сербії.
Контракт з фірмою мали багато провідних поп і рок виконавців колишньої Югославії. Компанія випускала альбоми таких виконавців як Рибља Чорба, Бајага и Инструктори, Октобар 1864, Дисциплина кичме, YU grupa, Джордже Балашевич, перші п'ят альбомів гурту Леб и сол та багатьох інших югославських виконавців. Як і Југотон, для внутрішнього ринку компанія ПГП-РТБ ліцензіювала записи іноземних рок та поп виконавців, серед яких були: Джоан Баэз, Bee Gees, Bon Jovi, Gorky Park, Майкл Джексон, Джеймс Браун, Джон Колтрейн, Cream, Def Leppard, Dire Straits, Браян Феррі, Джимі Гендрікс, INXS, Joan Jett and The Blackhearts, Елтон Джон, Kiss, The Moody Blues, Біллі Оушен, The Platters, The Police, Rainbow, Siouxsie and The Banshees, Status Quo, Род Стюарт, Стінг, The Style Council, Tangerine Dream, The Who, Браян Адамс, Борис Гребенщиков, The Cure, Genesis, Кріс Норман, Soft Sell, Ерік Клептон, Yello, Мірей Матьє, Nazareth, Metalica, Пол Анка, ABBA, Луї Амстронг, Tears of Fears, Black, Black Sabbath, Жан-Мішель Жарр, Кріс де Бург, Чак Беррі, Деміс Русос та інші.